# Zyganisus propedia
Zyganisus propedia is een vlinder uit de familie van de houtboorders (Cossidae). De wetenschappelijke naam van de soort is voor het eerst geldig gepubliceerd in 2012 door Kallies & D.J. Hilton.
De soort komt voor in bossen aan de kust van Victoria, Zuid-Australië en het zuiden van West-Australië. De voornaamste vliegtijd is van eind april tot half juni.